# Mapa

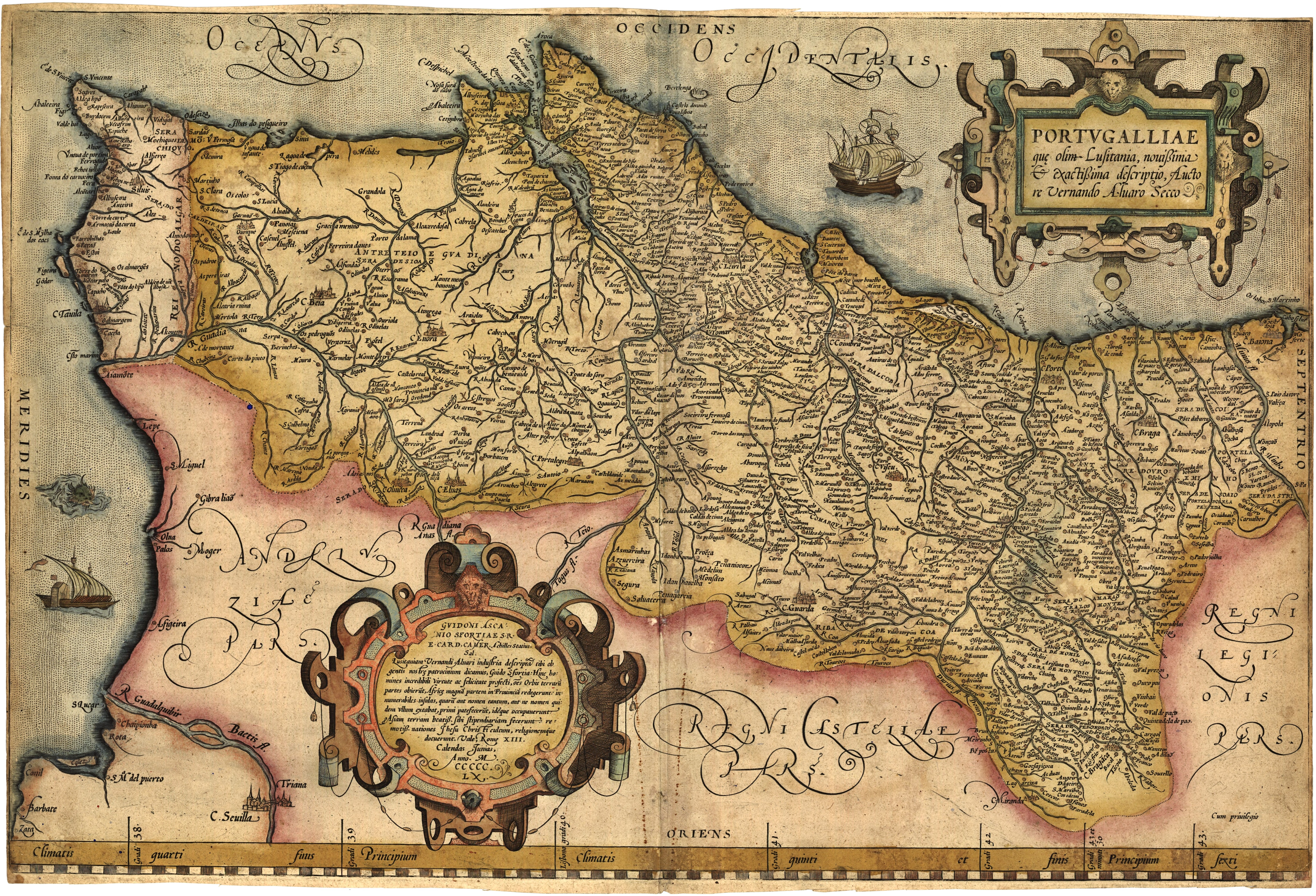
Mapa de Portugal em 1561.

Um mapa (do termo latino mappa) é uma representação visual de uma região. São, geralmente,  representações bidimensionais de um espaço tridimensional. A ciência da concepção e fabricação de mapas designa-se cartografia. Por vezes, a cartografia se debruça sobre a projeção de superfícies curvas sobre superfícies planas, no processo chamado planificação. Os mapas são uma expressão da necessidade humana de conhecer e representar o seu espaço.

## História
Os mapas mais antigos que se conhecem foram encontrados na antiga cidade de Çattal Huyulk, na Turquia, e datam de cerca de 6204 a.C., estando desenhados numa parede. Existem, também, mapas em outras culturas ancestrais, como, por exemplo, a asteca, a esquimó, a mesopotâmica etc. Com a invenção do papel, passaram os mapas a ser desenhados em folhas (talvez daí subsista, quase como sinônimo, a palavra carta), mais concretamente do termo grego que designava as folhas de papiro usadas na execução dos mapas, e que era karte. O termo carta é, normalmente, usado para referir mapas antigos. Na Idade Média, os mapas em uso na Europa eram frequentemente centrados em Jerusalém, e com o Oriente para cima.
Um dos grandes passos na evolução dos mapas é dado na época dos Descobrimentos, quando as áreas representadas passaram a ser bem maiores que anteriormente e surgiu a necessidade de se obter bons níveis de precisão para se conseguir navegar com relativa segurança.

## Aspectos da cartografia
Se o mapa cobrir uma grande área da superfície terrestre, de modo a que a curvatura da Terra ou a ondulação do geoide possam já influir na medição de distâncias e na precisão pretendida na representação, ter-se-á de escolher uma projeção cartográfica. Matematicamente, esta é uma função que transforma coordenadas polares ou geodésicas (latitude, longitude) em coordenadas do plano do mapa. Necessariamente, isto provoca distorção.
Características gerais dos mapas:
- Representação plana;
- Geralmente em escala pequena;
- Área delimitada por acidentes naturais (bacias, planaltos, chapadas, etc.), político-administrativos;
- Destinação a fins temáticos, culturais ou ilustrativos.

Generalizando: um mapa é a representação no plano, normalmente em escala pequena, dos aspectos geográficos, naturais, culturais e artificiais de uma área tomada na superfície de uma Figura planetária, delimitada por elementos físicos, político-administrativos, destinada aos mais variados usos, temáticos, culturais e ilustrativos.

## Projeções
Todo planisfério apresenta distorções, pois é impossível representar perfeitamente uma superfície esférica em um plano. Cabe a quem confecciona o mapa, optar qual a característica será mantida,
- se a forma (mapa conforme)
- se a distância (mapa equidistante)
- se a área (mapa equivalente)

Quanto à técnica empregada na sua confecção, as projeções podem ser:
- Cilíndrica
  - O Plano de projeção é um cilindro envolvendo a esfera terrestre
- Cônica
  - O plano de projeção é um cone envolvendo a esfera terrestre
- Azimutal
  - O plano de projeção é um plano tangente à esfera terrestre

### Anamorfoses
Utilizadas para converter números e estatísticas em mapas; as áreas são proporcionais ao dado estatístico que se quer mostrar.

## Tipos de mapas
Um dos elementos fundamentais dos mapas modernos é a presença de uma escala, que permite determinar as dimensões reais dos objectos cartografados e medir distâncias (a escala é um quociente entre a medida no mapa e a medida real correspondente). Quanto maior for a escala, menor é o detalhe, ou seja, mais amplas e gerais serão as informações do mesmo.
Há, também, mapas que apenas representam a posição relativa dos objectos e não permitem retirar conclusões sobre as distâncias entre eles. Exemplos são os mapas do metro de muitas cidades. Outros mapas, que abdicam da fidelidade posicional dos objectos para escalar as suas representações em função de quantidades associadas a esses objectos, dizem-se cartogramas.

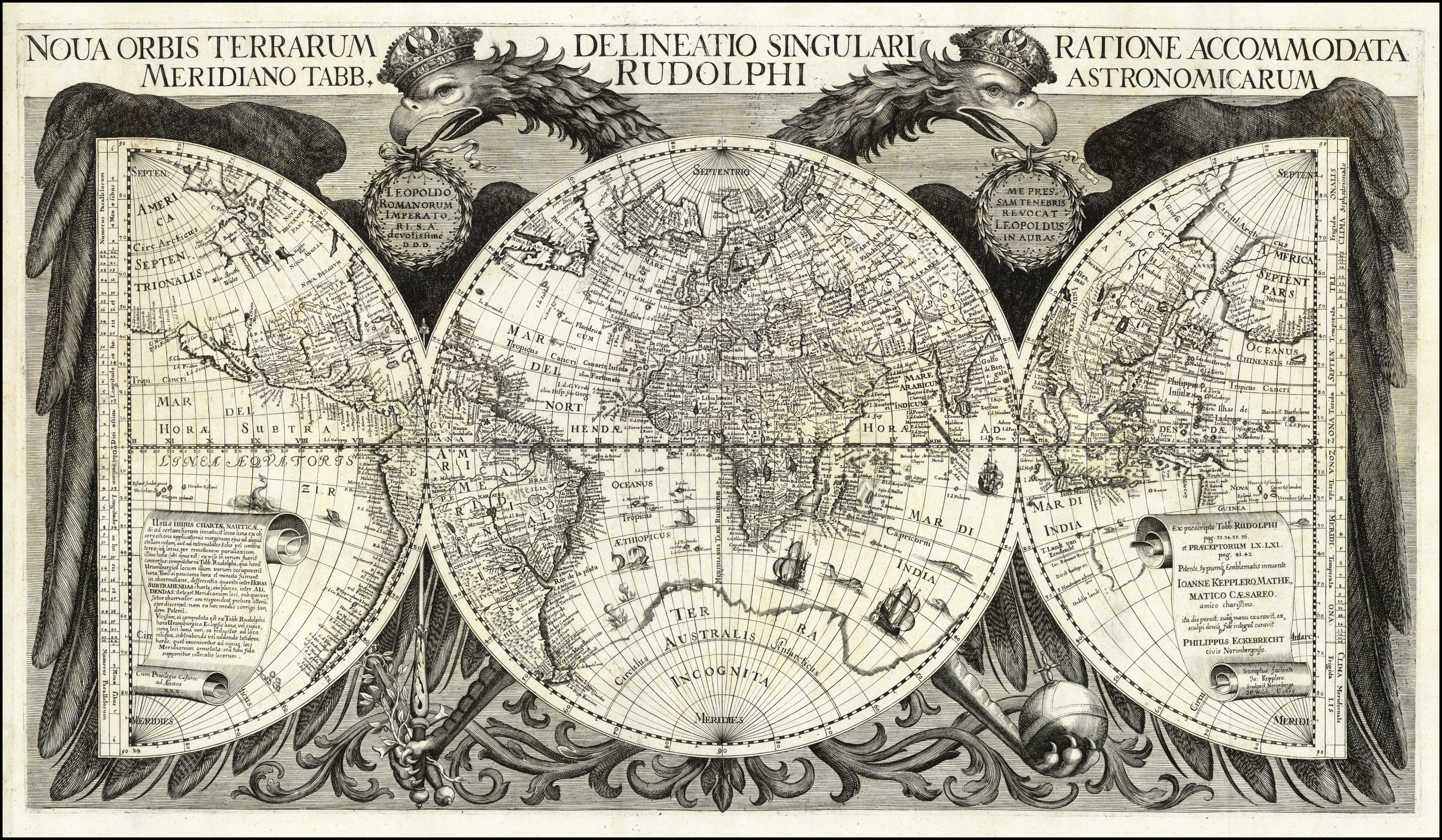
Mapa na obra de Kepler Tabulae Rudolphinae (1627).

Como representações abstractas do mundo os mapas não são neutrais e devem ser interpretados cuidadosamente: uma das razões é a distorção provocada pela projecções cartográficas, que pode induzir em erro quanto à comparação de áreas distintas, por exemplo. Os objectos que se representam num mapa dependem do tipo de uso para o qual este é elaborado. Por exemplo, um mapa de estradas dará importância à rede viária ao representar os vários tipos de vias, os cruzamentos e as distâncias entre cidades. Um mapa geológico caracterizará do ponto de vista da geologia o solo numa dada região. Um mapa político mostrará as fronteiras ou outras divisões administrativas. Um mapa para navegação marítima dará prioridade à localização de faróis, portos e relevo submarino.
A cartografia sofreu uma verdadeira revolução com a aplicação dos Sistemas de Informação Geográfica e do Sistema de Posicionamento Global a partir do final do século XX. Esta revolução opera-se não apenas a nível da produção mas também da circulação, manipulação e utilização de informação espacial. É fácil hoje produzir um mapa personalizado no computador ou obter um outro, de qualquer local do mundo, na internet.

### Classificação dos mapas
Mapas físicos

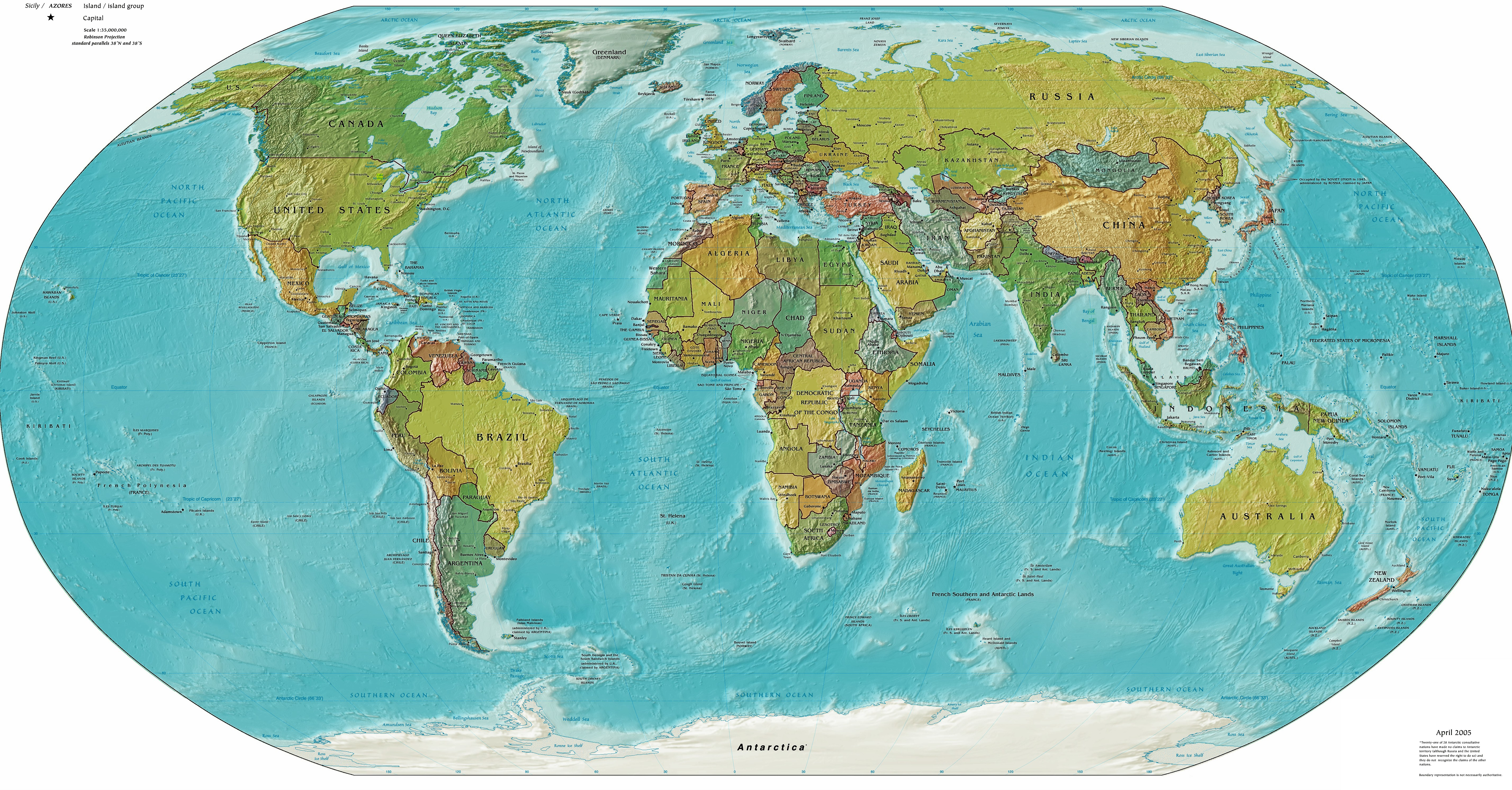
Mapa político de 2005.

- Mapa geomorfológico - representa as características do relevo de uma região.
- Mapa em alto relevo -  representação tri-dimensional, geralmente do relevo de uma região, materializado como um artefato físico.
- Mapa topográfico - estuda o relevo em níveis de altura (também inclui os rios mais importantes do local).
- Mapa climático - indica os tipos de clima que atuam sobre uma região.
- Mapa hidrográfico - mostra os rios e bacias que cortam uma região.
- Mapa biogeográfico - aponta os tipos de vegetação que cobrem uma determinada localização.

Mapas humanos
- Mapa político -  aponta a divisão do território em países, estados, regiões, municípios.
- Mapa econômico - indica as atividades produtivas do homem em determinada região.
- Mapa demográfico - apresenta a distribuição da população em determinada região
- Mapa histórico - apresenta as mudanças históricas ocorridas em determinada região.
- Mapa rodoviário - estuda as rodovias e as estradas de um país.

## Elementos de um mapa
- Título: nome que indica o que o mapa está representando, contendo informações como o recorte espacial, o período de tempo e a temática em geral.
- Escala: informação de quantas vezes o terreno real (no caso a Terra ou parte dela) foi reduzido em relação ao mapa.
- Legenda: identifica os símbolos e as cores usados no mapa.
- Orientação: aponta no mapa o rumo da rosa dos ventos.
- Coordenadas geográficas: latitude e longitude - linhas imaginários na superfície terrestre, longitudinais e transversais.
- Fonte: entidade responsável pela realização do mapa

## Instituições responsáveis pela execução de cartografia
- Instituto Geográfico Português
- Instituto Geográfico do Exército
- Instituto Brasileiro de Geografia e Estatística
- Instituto Geográfico e Cartográfico de São Paulo
- Instituto Geográfico e Histórico da Bahia